# Saison 1 de MacGyver (2016)
Chronologie
Saison 2
Cet article présente le guide des épisodes de la première saison de la série télévisée américaine MacGyver, reboot de la série du même nom créée en 1985.

## Généralités
- Aux États-Unis, la saison a été diffusée du 23 septembre 2016 au 14 avril 2017 sur le réseau CBS.
- Au Canada, la saison a été diffusée en simultanée sur le réseau Global[1].
- Le 17 octobre 2016, CBS commande neuf épisodes supplémentaires pour compléter la saison, soit un total de 22 épisodes[2],[3]. Elle fut finalement réduite à 21 épisodes.
- En France, la saison a été diffusée du 5 janvier au 9 mars 2018 sur M6.

## Distribution

### Acteurs principaux
- Lucas Till (VF : Axel Kiener) : Angus « Mac » MacGyver
- George Eads (VF : Denis Laustriat) : Jack Dalton
- Justin Hires (VF : Jean-Baptiste Anoumon) : Wilt Bozer
- Tristin Mays (VF : Youna Noiret) : Riley Davis
- Sandrine Holt (VF : Marjorie Frantz) : Patricia Thornton (épisodes 1 à 12)
- Meredith Eaton (VF : Déborah Perret) : Matilda « Matty » Webber[4] (à partir de l'épisode 13)

### Acteurs récurrents et invités
- Aina Dumlao (en) (VF : Jade Phan-Gia) : Andie Lee
- Tracy Spiridakos (VF : Marie Tirmont) : Nikki Carpenter
- Amy Acker (VF : Léa Gabriele) : Sarah Adler[5] (épisodes 2 et 12)
- Bianca Malinowski (VF : Julia Boutteville) : Penny Parker (épisodes 4 et 18)
- David Dastmalchian (VF : Damien Ferrette) : Murdoc (épisodes 8, 12, 20 et 21)
- Daniel Dae Kim (VF : Cédric Dumond) : Chin Ho Kelly[6] (épisode 18)
- Grace Park (VF : Marie-Ève Dufresne) : Kono Kalakaua[6] (épisode 18)
- Taylor Wily (VF : Pascal Vilmen) : Kamekona[6] (épisode 18)
- Kate Bond : Jill Morgan / Technicienne de Phénix (épisode 20 et 21)

## Épisodes

### Épisode 1:Renaissance
- États-Unis /  Canada : 23 septembre 2016 sur CBS[7] / Global[8]
- Suisse : 17 mars 2017[9] sur RTS Deux[10]
- France : 5 janvier 2018 sur M6
- Belgique : 3 mars 2018 sur RTL TVI[11]

- États-Unis : 10,9 millions de téléspectateurs[12] (première diffusion)
- Canada : 2,163 millions de téléspectateurs[13] (première diffusion + différé 7 jours)
- France : 4,11 millions de téléspectateurs[14] (première diffusion)

- Tracy Spiridakos (Nikki Carpenter)
- Vinnie Jones (John Kendrick)
- Cory Scott Allen (Vincent le directeur)
- India Batson (Tiffany)
- Alessandro Folchitto (Portier)
- Elizabeth Tavares (Laborantine mourante)
- Kenneth Israel (Pilote)
- Michael E. Sanders (Copilote)
- Craig Newman (Technicien en chef du DXS)
- Don Dipetta (Garde armé)

### Épisode 2:Sauvez la femme
- États-Unis /  Canada : 30 septembre 2016 sur CBS / Global
- Suisse : 17 mars 2017 sur RTS Deux
- France : 5 janvier 2018 sur M6
- Belgique : 3 mars 2018 sur RTL TVI

- États-Unis : 9,07 millions de téléspectateurs[15] (première diffusion)
- Canada : 1,733 million de téléspectateurs[16] (première diffusion + différé 7 jours)
- France : 3,84 millions de téléspectateurs[14] (première diffusion)

- Amy Acker (Sarah Adler)
- Carlos Guerrero (Alfredo Barrios)
- Aina Dumlao (Andie Lee)
- Jocko Sims (Jimmy Green)
- Al Vicente (Julio)
- G-Rod (VF : Bertrand Dingé) (Marco)
- Jonathan Ralph Fritschi (Caissier trognon)
- Billy Blair (Homme effrayant)
- Andrew Yun (Dirigeant Sud-coréen)
- Preston James Hillier (Jeff)
- Alan Richmond (Luis)
- Jorge Longoria (Vigile de l'hôpital)

### Épisode 3:Tête à claques
- États-Unis /  Canada : 7 octobre 2016 sur CBS / Global
- Suisse : 31 mars 2017 sur RTS Deux
- France : 5 janvier 2018 sur M6
- Belgique : 10 mars 2018 sur RTL TVI

- États-Unis : 8,09 millions de téléspectateurs[17] (première diffusion)
- Canada : 1,661 million de téléspectateurs[18] (première diffusion + différé 7 jours)
- France : 3,30 millions de téléspectateurs[14] (première diffusion)

- Oliver Cooper (Ralph Kastrati)
- Aina Dumlao (Andie Lee)
- Walter Tabayoyong (Dr Laqman Megat)
- Danielle Lyn (Réceptioniste)
- Benjamin Taylor (Bulgy Neck Vein)
- Hans Marrero (Sniper)

### Épisode 4:Bons baisers de Moscou
- États-Unis /  Canada : 14 octobre 2016 sur CBS / Global
- Suisse : 31 mars 2017 sur RTS Deux
- France : 12 janvier 2018 sur M6
- Belgique : 10 mars 2018 sur RTL TVI

- États-Unis : 7,44 millions de téléspectateurs[19] (première diffusion)
- Canada : 1,398 million de téléspectateurs[20] (première diffusion + différé 7 jours)
- France : 2,91 millions de téléspectateurs[21] (première diffusion)

- Aina Dumlao (Andie Lee)
- Elya Baskin (Alexander Orlov)
- Olek Krupa (Victor Levkin)
- Yorgo Constantine (en) (Sevchenko)
- Selena Anduze (Agent Bannister)
- Bianca Malinowski (Penny Parker)
- Angela M. Davis (Membre de l'équipe)
- Andre Pushkin (Soldat Spetsnaz)
- Serdar Kalsin (Chef des gardes)

- Elya Baskin a aussi joué dans la série originale de 1985. Il incarnait le personnage de Yuri Demetri.
- Première apparition du personnage de Penny Parker, aussi présente dans la série originale.

### Épisode 5:Train-Train
- États-Unis /  Canada : 21 octobre 2016 sur CBS / Global
- Suisse : 7 avril 2017 sur RTS Deux
- France : 12 janvier 2018 sur M6
- Belgique : 17 mars 2018 sur RTL TVI

- États-Unis : 7,95 millions de téléspectateurs[22] (première diffusion)
- Canada : 1,485 million de téléspectateurs[23] (première diffusion + différé 7 jours)
- France : 2,55 millions de téléspectateurs[21] (première diffusion)

- Sonia Rockwell (Femme blonde / Sofia)
- Kasha Kropinski (en) (Katarina Wagner)
- Rachel Kylian (Assistant allemand)
- Jarreth Merz (Eric Wexler)
- Alban Merdani (Gerhard)
- Olivia Welch (Petite fille)
- Jessica Roth (Femme)
- Josh Ventura (Père)
- Tony McFarr (Grand homme)
- Ian Gregg (Jeune homme)

### Épisode 6:Le Fantôme
- États-Unis /  Canada : 28 octobre 2016 sur CBS / Global
- Suisse : 7 avril 2017 sur RTS Deux
- France : 12 janvier 2018 sur M6
- Belgique : 17 mars 2018 sur RTL TVI

- États-Unis : 7,27 millions de téléspectateurs[24] (première diffusion)
- Canada : 1,67 million de téléspectateurs[25] (première diffusion + différé 7 jours)
- France : 2,14 millions de téléspectateurs[21] (première diffusion)

- Aina Dumlao (Andie Lee)
- Emerson Brooks (Charlie Robinson)
- Christain Chamberlin (Soldat)
- Keith Meriweather (Conducteur de camion)
- Lobo Sebastian (Alfred Pena)
- Niko Nicotera (Le Fantôme)
- Zoe Smith (Annabella Pena)

### Épisode 7:Évasion
- États-Unis /  Canada : 4 novembre 2016 sur CBS / Global
- Suisse : 14 avril 2017 sur RTS Deux
- France : 19 janvier 2018 sur M6
- Belgique : 24 mars 2018 sur RTL TVI

- États-Unis : 7,59 millions de téléspectateurs[26] (première diffusion)
- Canada : 1,661 million de téléspectateurs[27] (première diffusion + différé 7 jours)
- France : 2,89 millions de téléspectateurs[28] (première diffusion)

- Thomas Kopache (O'Brian)
- Sir Brodie (Adjoint du directeur)
- Raoul Trujillo (Joaquin « El Noche » Sancola)
- Jabari Marshall (Garde de grande taille)
- Sam Medina (Raul)
- Alan T. Coleman (Garde qui bouscule)
- Cedric Greenway (Le garde en chef)
- Kent De Mond (Agent serbe)
- Tim Sitarz (Vincent)

### Épisode 8:La Cible
- États-Unis /  Canada : 11 novembre 2016 sur CBS / Global
- Suisse : 14 avril 2017 sur RTS Deux
- France : 19 janvier 2018 sur M6
- Belgique : 24 mars 2018 sur RTL TVI

- États-Unis : 7,65 millions de téléspectateurs[29] (première diffusion)
- Canada : 1,66 million de téléspectateurs[30] (première diffusion + différé 7 jours)
- France : 2,64 millions de téléspectateurs[28] (première diffusion)

- Tracy Spiridakos (Nikki Carpenter)
- David Dastmalchian (Suspect 218 / Murdoc)
- Aimee Carrero (Cindy)
- Christain Chamberlin (Soldat)
- Cindy L. Jefferson (Serveur)

### Épisode 9:Assiégés
- États-Unis /  Canada : 18 novembre 2016 sur CBS / Global
- Suisse : 21 avril 2017 sur RTS Deux
- France : 26 janvier 2018 sur M6
- Belgique : 31 mars 2018 sur RTL TVI

- États-Unis : 8,12 millions de téléspectateurs[31] (première diffusion)
- Canada : 1,546 million de téléspectateurs[32] (première diffusion + différé 7 jours)
- France : 2,88 millions de téléspectateurs[33] (première diffusion)

- Tobias Jelenek (Janis lapa)
- Garrett Kruithof (Valdis)
- Alicia Coppola (Ambassadrice Roberts)
- Andrew Ayala (Amiral Rodriguez)
- Hunter Burke (Phillip)
- Philip Fornah (Marine # 3)

### Épisode 10:Souvenirs, souvenirs
- États-Unis /  Canada : 9 décembre 2016 sur CBS / Global
- Suisse : 21 avril 2017 sur RTS Deux
- France : 26 janvier 2018 sur M6
- Belgique : 31 mars 2018 sur RTL TVI

- États-Unis : 7,42 millions de téléspectateurs[34] (première diffusion)
- Canada : 1,378 million de téléspectateurs[35] (première diffusion + différé 7 jours)
- France : 2,67 millions de téléspectateurs[33](première diffusion)

- John Heard (Arthur Ericson)
- Amiah Miller (Valerie Lawson)
- Luke Arnold (Karl)
- Jeremy London (Chuck Lawson)
- Matt Mercurio (Officier Donnie Sandoz)

L'équipe de la fondation Phénix profite d'un moment de repos pour aller faire un tour dans la ville natale de Mac. Alors que ce dernier intervient auprès d'une classe de collégiens, il fait la connaissance de Valérie, une petite génie ayant perdu sa mère et qui lui ressemble beaucoup. Malheureusement, elle est enlevée par un groupe de criminels.
Mac et Dalton découvrent que le père de Valérie travaillait autrefois pour ces gens en les aidant à faire passer de l'argent à la frontière ; il avait récemment décidé d'arrêter en raison de la dangerosité toujours plus accrue du boulot, mais ce refus a été mal vécu par le gang qui veut le forcer à travailler pour eux et ce de manière permanente. Comme toujours, grâce à leur ingéniosité, les membres de la fondation parviennent à démanteler le réseau de criminels et à libérer Valérie.

### Épisode 11:Joyeux Noël
- États-Unis /  Canada : 16 décembre 2016 sur CBS / Global
- Suisse : 28 avril 2017 sur RTS Deux
- France : 2 février 2018 sur M6

- États-Unis : 7,67 millions de téléspectateurs[36] (première diffusion)
- Canada : 1,465 million de téléspectateurs[37] (première diffusion + différé 7 jours)
- France : 2,97 millions de téléspectateurs[38] (première diffusion)

- Michael Michele (Diane)
- Nicholas X. Parsons (Millenial)
- Sean Michael Weber (Jaden)
- Lyman Chen (Garde)
- Joshua Chang (Technicien)
- Tze Yep (Responsable de la sécurité)

### Épisode 12:La Taupe
- États-Unis /  Canada : 6 janvier 2017 sur CBS / Global
- Suisse : 28 avril 2017 sur RTS Deux
- France : 2 février 2018 sur M6

- États-Unis : 8,42 millions de téléspectateurs[39] (première diffusion)
- Canada : 1,658 million de téléspectateurs[40] (première diffusion + différé 7 jours)
- France : 2,72 millions de téléspectateurs[38] (première diffusion)

- Tracy Spiridakos (Nikki Carpenter)
- Amy Acker (Sarah Adler)
- David Dastmalchian (Murdoc)
- Preston James Hillier (Jeff)
- Sammi Rotibi (Hasan)
- Bob Bost (Prêtre)
- Dheeaba Donghrer (Le réceptionniste snob / Charles)
- John Atwood (Prédicateur)

### Épisode 13:Jeu de piste
- États-Unis /  Canada : 13 janvier 2017 sur CBS / Global
- Suisse : 5 mai 2017 sur RTS Deux
- France : 9 février 2018 sur M6

- États-Unis : 7,64 millions de téléspectateurs[41] (première diffusion)
- Canada : 1,823 million de téléspectateurs[42] (première diffusion + différé 7 jours)
- France : 2,79 millions de téléspectateurs[43] (première diffusion)

- Keith Jardine (Victor)
- Zulay Henao (Cynthia)
- Darla Delgado (Agent Briggs)
- Eyas Younis (Agent Qassim)
- Chas Harvey (Scott)
- Josefina Boneo (Agent # 1)
- Blake Burgess (Agent # 2)

### Épisode 14:Agent Double
- États-Unis /  Canada : 3 février 2017 sur CBS / Global
- Suisse : 5 mai 2017 sur RTS Deux
- France : 9 février 2018 sur M6

- États-Unis : 7,43 millions de téléspectateurs[44] (première diffusion)
- Canada : 1,417 million de téléspectateurs[45] (première diffusion + différé 7 jours)
- France : 2,48 millions de téléspectateurs[43] (première diffusion)

- Siobhan Fallon Hogan (Ilene Preskin)
- Frank Whaley (Douglas Bishop)
- Gary Weeks (en) (Agent Tanner)
- Michael Tow (Agent Cho)
- Pat Dortch (Directeur Régional du FBI Ted Dryer)
- Danielle Deadwyler (Agent brune)
- Aina Dumlao (Andie Lee)

### Épisode 15:Une affaire personnelle
- États-Unis /  Canada : 10 février 2017 sur CBS / Global
- Suisse : 23 juillet 2017 sur RTS Un
- France : 16 février 2018 sur M6

- États-Unis : 8,02 millions de téléspectateurs[46] (première diffusion)
- Canada : 1,57 million de téléspectateurs[47] (première diffusion + différé 7 jours)
- France : 2,6 millions de téléspectateurs[48] (première diffusion)

- Cheyenne Haynes (Vanessa Frank)
- Joe Ando-Hirsh (Daniel Lee)
- Richard Thomas Koghberger (David Arthur Faraday)
- Sophie Edwards (Betty Lous Jensen)
- Joselin Reyes (Sarah Frank)
- Michael Graziadei (Sans domicile fixe)
- Ryan Lewis (Ronald Winter)

- Cet épisode est un bref crossover avec Hawaii 5-0 car on apprend que le Zodiac (tueur de l'épisode) était en relation avec le Dr Madison Gray, antagoniste principale de la saison 7.
- On apprend également que Jack est ami avec Steve McGarrett.

### Épisode 16:Chasseurs de primes
- États-Unis /  Canada : 17 février 2017 sur CBS / Global
- Suisse : 23 juillet 2017 sur RTS Un
- France : 16 février 2018 sur M6

- États-Unis : 7,24 millions de téléspectateurs[49] (première diffusion)
- Canada : 1,421 million de téléspectateurs[50] (première diffusion + différé 7 jours)
- France : 2,41 millions de téléspectateurs[48] (première diffusion)

- Lance Gross (Billy Colton)
- Anthony DiRocco (Aaron Deckard)
- Sheryl Lee Ralph (Mama Colton)
- Javicia Leslie (Jesse Colton)
- Jermaine Rivers (Frank Colton)
- Tony Demil (Armin Morsofian)
- Kirill Sheynerman (Homme de main arménien)

### Épisode 17:Balade hollandaise
- États-Unis /  Canada : 24 février 2017 sur CBS / Global
- Suisse : 30 juillet 2017 sur RTS Un
- France : 23 février 2018 sur M6

- États-Unis : 6,93 millions de téléspectateurs[51] (première diffusion)
- Canada : 1,455 million de téléspectateurs[52] (première diffusion + différé 7 jours)
- France : 2,79 millions de téléspectateurs[53] (première diffusion)

- Aina Dumlao (Andie Lee)
- Svetlana Efremova (Daniel Lee)
- Christopher Heyerdahl (Harlan Wolff, Directeur Adjoint de l'AIVD)
- vetlana Efremova (Olivia Prior, députée des Pays-Bas)
- Deborah Mace (Jenaveev)
- Brandon O'Dell (Technicien de la Fondation Phoenix)
- Christine Horn (Conseillère à la sécurité nationale)
- Gregg Christie (Directeur de la CIA)
- Bill Stinchcomb (Directeur de la DIA)
- Kaleka (Directrice de la NSA)
- Inge Uys (Technicienne de l'AIVD)
- Robin F. Baker (Policier hollandais #1)

### Épisode 18:Tremblement de terre
- États-Unis /  Canada : 10 mars 2017 sur CBS / Global
- Suisse : 6 août 2017 sur RTS Un
- France : 23 février 2018 sur M6

- États-Unis : 7,73 millions de téléspectateurs[54] (première diffusion)
- Canada : 1,589 million de téléspectateurs[55] (première diffusion + différé 7 jours)
- France : 2,56 millions de téléspectateurs[53] (première diffusion)

- Daniel Dae Kim (Chin Ho Kelly)
- Grace Park (Kono Kalakaua)
- Taylor Wily (Kamekona)
- Bianca Malinowski (Panny Parker)
- Aina Dumlao (Andie Lee)
- Amor Owens (Reporter)
- C.S. Lee (Directeur régional de la FEMA Sam Hopkins)
- Rome Flynn (Kalei)
- Amy Hui (Infirmière)
- Sara Naby Kim (Amelia)
- Nik Kash (Samir)
- Camille Chen (Emily Espinoza)
- Cindy Chu (Mayumi)

### Épisode 19:Mes amis les geeks
- États-Unis /  Canada : 31 mars 2017 sur CBS / Global
- Suisse : 6 août 2017 sur RTS Un
- France : 2 mars 2018 sur M6

- États-Unis : 6,56 millions de téléspectateurs[56] (première diffusion)
- Canada : 1,395 million de téléspectateurs[57] (première diffusion + différé 7 jours)
- France : 2,83 millions de téléspectateurs[58] (première diffusion)

- Aly Michalka (Frankie)
- François Chau (Richard Sang)
- Bill Posley (Smitty)

### Épisode 20:MacMurdoc
- États-Unis /  Canada : 7 avril 2017 sur CBS / Global
- Suisse : 13 août 2017 sur RTS Un
- France : 2 mars 2018 sur M6

- États-Unis : 6,62 millions de téléspectateurs[59] (première diffusion)
- Canada : 1,463 million de téléspectateurs[60] (première diffusion + différé 7 jours)
- France : 2,56 millions de téléspectateurs[58] (première diffusion)

- David Dastmalchian (Murdoc)
- William Mapother ("Le Client" / Daniel Holt)
- Assaf Cohen (Joshua Abdal Khalid/"L'Architecte")
- Kate Bond (Jill Morgan / Technicienne de Phénix)
- Michael Harding (Ed Morris)
- Susan Macke Miller (Cindy Morris)
- Hamid-Reza Benjamin Thompson (Garde)
- Lycan Scott (Brett)
- Candace Moon (Christine)

### Épisode 21:Superstition
- États-Unis /  Canada : 14 avril 2017 sur CBS[61] / Global
- Suisse : 13 août 2017 sur RTS Un
- France : 9 mars 2018 sur M6

- États-Unis : 6,57 millions de téléspectateurs[62] (première diffusion)
- Canada : 1,337 million de téléspectateurs[63] (première diffusion + différé 7 jours)
- France : 2,01 millions de téléspectateurs[64](première diffusion)

- David Dastmalchian (Murdoc)
- William Mapother ("Le Client" / Daniel Holt)
- Mark Sheppard (Jason Tennant / Faux Dr Zito)
- Kate Bond (Jill Morgan / Technicienne de Phénix)
- Farshad Farahat (Farhad)
- Aina Dumlao (Andie Lee)
- Troy Rudeseal (Visage du Dr Zito)
- Adam Roby Southard (Urgentiste)
- Jeff Wolfe (Garde)